# Allan Loney
Allan Loney, kanadski hokejist, * 3. maj 1885, Parry Sound, Ontario, Kanada, † 2. marec 1965, Edmonton, Alberta, Kanada.
Loney je bil hokejist iz Maxvilla, Ontario. Bil je prvi dokumentirani hokejist v zgodovini, ki so mu naprtili obtožbo umora, zaradi smrti Alcideja Laurina, potem ko ga je s palico do smrti pretepel med tekmo 24. februarja 1905.
Loney je v svojem zagovoru trdil, da je dejanje storil v samoobrambi. Obtožbe so bile znižane na uboj, naposled pa so ga oprostili.